# Andreï Tchernychov
Pour les articles homonymes, voir Tchernychov.
Andreï Alekseïevitch Tchernychov (en russe : Андрей Алексеевич Чернышов) est un footballeur russe né le 7 janvier 1968 à Moscou. Il évoluait au poste de défenseur.

## Biographie

### Carrière de joueur
Avec le club du Spartak Moscou, il atteint les demi-finales de la Coupe d'Europe des vainqueurs de coupe lors de la saison 1992-1993.
Avec l'équipe lettonne du Skonto Riga, il joue 4 matchs en Ligue des champions.

### Carrière internationale
International soviétique, il reçoit 18 sélections en 1990 et en 1991.
Après l'effondrement du régime soviétique, il joue 8 matchs pour l'équipe de CEI pendant l'année 1992.
Il fait partie de l'équipe de CEI lors de l'Euro 1992, il joue trois matchs lors de la compétition.
Il est également international russe à 3 reprises, en 1992 et en 1993.

## Palmarès
Spartak Moscou
- Champion de Russie en 1992 et 1993.
- Vainqueur de la Coupe d'Union soviétique en 1992.